# Municipio de Barton City
El municipio de Barton City (en inglés: Barton City Township) es un municipio ubicado en el condado de Barton en el estado estadounidense de Misuri. En el año 2010 tenía una población de 250 habitantes y una densidad poblacional de 2,63 personas por km².

## Geografía
El municipio de Barton City se encuentra ubicado en las coordenadas 37°36′18″N 94°26′46″O / 37.60500, -94.44611. Según la Oficina del Censo de los Estados Unidos, el municipio tiene una superficie total de 94.91 km², de la cual 94,84 km² corresponden a tierra firme y (0,07 %) 0,07 km² es agua.

## Demografía
Según el censo de 2010, había 250 personas residiendo en el municipio de Barton City. La densidad de población era de 2,63 hab./km². De los 250 habitantes, el municipio de Barton City estaba compuesto por el 96,8 % blancos, el 2,4 % eran amerindios y el 0,8 % eran de una mezcla de razas. Del total de la población el 0 % eran hispanos o latinos de cualquier raza.